# شاهزاده آدولفوس، دوک کمبریج
شاهزاده آدولفوس، دوک کمبریج (انگلیسی: Prince Adolphus, Duke of Cambridge; ۲۴ فوریهٔ ۱۷۷۴ – ۸ ژوئیهٔ ۱۸۵۰) سیاستمدار، و پرسنل نظامی اهل پادشاهی متحد بریتانیای کبیر و ایرلند بود. وی همچنین برندهٔ جوایزی همچون نشان بند جوراب شده‌است.